# Deathstars
Deathstars je švedski industrial metal sastav koji je izvorno osnovan u Stockholmu u siječnju 2000. Poznati po svojim tekstovima horor-tematike, pesimističnim i ciničanim društvenim komentarima. Prepoznatljiv zaštitni znak su bojanje lica i po oblačenju uniformi.

## Članovi
- Andreas Bergh - vokal
- Eric Bäckman - gitara
- Emil Nödtveidt - gitara, klavijature
- Jonas Kangur - bas-gitara
- Ole Öhman - bubnjevi

## Diskografija
Studijski albumi
- Synthetic Generation (2003.)
- Termination Bliss (2006.)
- Night Electric Night (2009.)
- The Perfect Cult (2014.)

## Vanjske poveznice
- Službena stranica